# Josep Peris i Valero
Josep Peris i Valero (València, 1821 - València, 1877) fou un polític i periodista liberal valencià, governador civil i diputat a Corts durant el sexenni democràtic.

## Biografia
En 1837, durant la primera guerra contra els carlins, formà part de la milícia liberal (Milícia Nacional). En 1839 va treballar en la redacció de La Tribuna, diari progressista partidari de Baldomero Espartero. En 1843 es llicencià en dret a la Universitat de València i formà part del Col·legi d'Advocats de València. El mateix any, però, fou desterrat per donar suport Baldomero Espartero. El 1845 tornà a València i treballà als diaris La Esmeralda i El Libre Comercio, alhora que esdevenia el líder més carismàtic del partit Progressista. El 1854 fundà el diari El Justicia, des del que va donar suport la Vicalvarada. De 1854 a 1856 fou diputat provincial per Sueca i el 1856 fou breument alcalde de l'ajuntament de València.
Amb l'arribada de Leopoldo O'Donnell el 1856 va ingressar a la Unió Liberal, però el 1858 se'n va escindir i en 1859 fou elegit diputat per València. Durant la seva estada a Madrid va col·laborar a La Iberia i Las Novedades, des d'on es mostrà partidari de l'iberisme i defensà la sobirania nacional i la llibertat d'impremta. A la caiguda d'O'Donnell el 1863 va intentar reorganitzar el Partit Progressista i el 1864 va fundar el diari Los Dos Reinos. Però el seu suport a la tasca conspirativa de Joan Prim i Prats el va obligar a exiliar-se en 1865.
Després d'un exili a Itàlia, fou el president de la junta revolucionària de València durant la Revolució de 1868 també coneguda com La Gloriosa per posteriorment passar a ser governador civil (1868-70). Durant el seu mandat hagué d'enfrontar-se a la insurrecció federalista de 1869 dirigida la Milícia dels Voluntaris de la Llibertat, i el bombardeig de València i l'entrada de tropes posterior a la ciutat va malmetre la seva popularitat. Tot i així fou elegit diputat per Sagunt a les eleccions generals espanyoles de 1871, abril de 1872 i agost de 1872. Fou nomenat Director General de Beneficència i Sanitat, però després de la proclamació de la Primera República Espanyola va abandonar la política i es dedicà els darrers anys de la seva vida a publicar els seus articles i alguns poemes en valencià.

## Obres
- El ultramontanismo y la guerra civil (1876)
- Los Borbones (1876)